# Christine Duchamp
Pour les articles homonymes, voir Duchamp.
Christine Duchamp (née le 14 février 1974 à Gap, dans le département des Hautes-Alpes en France) a été une joueuse internationale française de hockey puis entraîneur de l'Équipe de France féminine de hockey sur glace de 2002 à 2015. Elle fut capitaine de cette équipe de 1994 à 2006 et a également joué au sein de l'équipe nationale de Roller in line hockey.
Le 28 février 2004, elle devient la première femme à évoluer dans le championnat français masculin, en intégrant la section masculine de son club, le Hockey Club de Cergy-Pontoise, alors en Division 1 .

## Biographie

### Carrière de joueuse
En parallèle de sa longue sélection en équipe de France, Christine Duchamp détient aussi un impressionnant palmarès avec ses clubs.

Elle joue pour l'équipe de Lyon jusqu'en 1999-2000 (vice-champion de France Féminin en 2000), puis avec Cergy de  la saison 2000-2001 à 2005-2006 (Champion de France Féminin depuis 1997).

### Carrière d’entraîneur
En 2005, elle est l'entraîneur de l'Équipe de France féminine de hockey sur glace. Le 13 avril 2013 à Strasbourg, celle-ci est sacrée championne du monde de Division 1B et accède ainsi à la Division 1A (2e division mondiale), terminant le tournoi invaincue avec 5 victoires en 5 matches (15 points marqués, 23 buts marqués, 4 encaissés).
Elle a aussi été entraîneuse à plusieurs reprises du stage perfectionnement estival à Saint-Gervais-les-Bains de l'École Hockey Jeunes. Elle y est d'ailleurs élue « entraîneuse favorite » par les joueurs lors de l'édition 2001.[réf. nécessaire]

## Statistiques joueuse

### En équipe nationale
| Année | Équipe | Compétition                     |   | PJ | B | A  | Pts | Pun           |  | Résultat |
| 1999  | France | Championnat du monde Division B | 5 | 7  | 3 | 10 | 2   | 3e Division B |  |          |
| 2000  | France | Championnat du monde Division I | 5 | 3  | 5 | 8  | 4   | 5e Division I |  |          |
| 2001  | France | Championnat du monde Division I | 4 | 2  | 0 | 2  | 2   |               |  |          |
| 2003  | France | Championnat du monde Division I | 5 | 0  | 1 | 1  | 2   | 4e Division I |  |          |
| 2004  | France | Championnat du monde Division I | 5 | 4  | 2 | 6  | 10  | 4e Division I |  |          |
| 2005  | France | Championnat du monde Division I | 4 | 2  | 2 | 4  | 4   | 4e Division I |  |          |